# Lilium henrici
Lilium henrici ist eine Pflanzenart aus der Gattung der Lilien (Lilium) in der asiatischen Sektion.

## Beschreibung
Lilium henrici ist mehrjährig und wird zwischen 90 und 120 Zentimetern hoch.
Die breit-ovale Zwiebel erreicht einen Durchmesser von 4 bis 4,5 Zentimetern und hat bis zu 30 sichtbare, lanzettliche Schuppen, die 2,5 bis 4 Zentimeter lang und 0,8 bis 1,5 Zentimeter breit werden. Die schmal lanzettlichen Laubblätter sind unbehaart, stehen verteilt entlang des Stängels, sind 12 bis 15 Zentimeter lang und 0,9 bis 1,4 Zentimeter breit.
Die Pflanze blüht im Juni und Juli mit fünf bis sechs in einer Traube stehenden, weiten glockenförmigen Blüten. Die sechs gleichgestalteten länglich-runden bis lanzettlichen Blütenhüllblätter (Tepalen) sind weiß bis blass pink und haben ein dunkel- bis purpurrotes Saftmal; sie sind 3,5 bis 5 Zentimeter lang und 1,2 bis 1,4 (2) Zentimeter breit. Die Nektarfurchen sind grün und nicht papillös; die Staubblätter laufen zu ihrem Ende hin zusammen und sind kürzer als die Blütenblätter. Der unbehaarte Staubfaden ist bis zu 2 Zentimeter, der Staubbeutel 1 Zentimeter lang; der Pollen ist gelb. Der Griffel erreicht eine Länge von 1,5 bis 2,2 Zentimetern.
Die Chromosomenzahl beträgt 2n = 24.

## Verbreitung
Lilium henrici ist endemisch im Westen von Sichuan und dem Nordwesten von Yunnan (China) in Höhenlagen von 2700 bis 3300 m, sie besiedelt dort Mischwälder und Dickichtränder mit hoher Luftfeuchtigkeit.

## Systematik
Lilium huidongense steht der Art Lilium henrici nahe. Neben Lilium henrici var. henrici existiert noch die Varietät:
- Lilium henrici var. maculatum (W. E. Evans) Woodcock & Stearn: Auf den inneren Blütenhüllblättern finden sich zusätzlich einige dunkel- bis purpurrote Flecken. Diese Varietät findet sich ausschließlich im Nordwesten Yunnans.

## Botanische Geschichte
Lilium henrici wurde 1898 durch Adrien René Franchet in Journal de Botanique [Edited by L. Morot] Band 12 Seite 220 erstbeschrieben und zu Ehren Henri Philippe Marie d’Orléans getauft, der die Art 1895 am Ufer des Mekong entdeckt und gesammelt hatte. 1926 stufte sie Ernest Henry Wilson aufgrund der Blütengestalt als Art der Gattung Nomocharis ein, von dieser Zuordnung ist man jedoch wieder abgekommen.